# São Mamede (Évora)
São Mamede (Évora) is een plaats (freguesia) in de Portugese gemeente Évora en telt 2171 inwoners (2001).